# Shangri-La (ort)
Shangri-La är en ort i Kina. Den ligger i prefekturen Dêqên Tibetan Autonomous Prefecture och provinsen Yunnan, i den sydvästra delen av landet, omkring 430 kilometer nordväst om provinshuvudstaden Kunming. Antalet invånare är 130 000.
Runt Shangri-La är det glesbefolkat, med 14 invånare per kvadratkilometer. Det finns inga andra samhällen i närheten. Trakten runt Shangri-La består i huvudsak av gräsmarker.
Genomsnittlig årsnederbörd är 791 millimeter. Den regnigaste månaden är juli, med i genomsnitt 247 mm nederbörd, och den torraste är november, med 1 mm nederbörd.